# Gelöbnis von Sachsenhausen
Gelöbnis von Sachsenhausen ist ein Dokumentarfilm des DEFA-Studios für Wochenschau und Dokumentarfilme von Rolf Schnabel aus dem Jahr 1961.

## Handlung
Der Film beginnt mit dem Marsch der Teilnehmer zum ehemaligen KZ Sachsenhausen, in dem am 22. April 1961 die Gedenkstätte eingeweiht wird, den dort zu Tode Gekommenen zum Gedenken und den Lebenden zur Mahnung. Der Blick geht ohne Kommentar über Details der neu gestalteten Gedenkstätte. 
Im Frühling 1961, 16 Jahre nach der Befreiung und der Errettung vor dem Tod, sehen sich ehemalige Häftlinge des Konzentrationslagers wieder. Gemeinsam erinnern sie sich an die schwere Zeit. Gezeigt wird die Stelle, an der der Galgen und zur Weihnachtszeit der Weihnachtsbaum stand. Diese und weitere historische Dokumentaraufnahmen werden gezeigt, auf denen auch die 68 Baracken zu sehen sind, in denen im Laufe des Bestehens des Lagers 200.000 Menschen untergebracht waren und von denen 100.000 umgebracht wurden. Zu den Mördern gehörte Kurt Eccarius, der langjährige Leiter des Zellenbaus (Lagergefängnis), der von der sowjetischen Armee gefangen genommen wurde und zum Zeitpunkt der Dreharbeiten in der Bundesrepublik auf freien Fuß lebte. Als weiterer Mörder wird der KZ-Arzt Dr. Heinz Baumkötter erwähnt, der neben vielen anderen Taten dafür verantwortlich war, dass Häftlinge in der ärztlichen Station versuchsweise Kapseln mit Cyankali schlucken mussten. Zum Zeitpunkt der Dreharbeiten wirkte er als frei praktizierender Arzt in München. 
Zu Beginn der Festveranstaltung hält der Vorsitzende des Staatsrates der DDR Walter Ulbricht eine Rede, in der er betont, dass von der Deutschen Demokratischen Republik stets der Friede ausgehen wird. Anschließend sprechen Vertreter der ehemaligen Häftlinge aus 24 Nationen in vielen Sprachen das Gelöbnis gegen Faschismus und Krieg.

## Produktion und Veröffentlichung
Für die Dramaturgie war Paul Thyret verantwortlich. Teile dieses Films wurden in der DEFA-Wochenschau Der Augenzeuge Nr. 17/1961 verwendet.
Das Anlaufdatum des Schwarzweißfilms als Kinobeiprogramm in den Kinos der DDR war der 11. August 1961.